# Лебек (Калифорнија)
Лебек (енгл. Lebec) насељено је место без административног статуса у америчкој савезној држави Калифорнија.

## Демографија
По попису из 2010. године број становника је 1.468, што је 183 (14,2%) становника више него 2000. године.
| Група             | 2000.       | 2010.       |
| Белци             | 958 (74,6%) | 994 (67,7%) |
| Афроамериканци    | 3 (0,2%)    | 14 (1,0%)   |
| Азијати           | 4 (0,3%)    | 17 (1,2%)   |
| Хиспаноамериканци | 256 (19,9%) | 395 (26,9%) |
| Укупно            | 1.285       | 1.468       |